# Proteopharmacis subocellata
Proteopharmacis subocellata là một loài bướm đêm trong họ Geometridae.